# Comuna Kanivșciîna, Prîlukî
Kanivșciîna (în ucraineană Канівщина) este o comună în raionul Prîlukî, regiunea Cernihiv, Ucraina, formată din satele Kanivșciîna (reședința), Krotî și Suhostaveț.

## Demografie
Componența lingvistică a comunei Kanivșciîna
     Ucraineană (97,61%)
     Rusă (1,53%)
     Alte limbi (0,34%)
Conform recensământului din 2001, majoritatea populației comunei Kanivșciîna era vorbitoare de ucraineană (97,61%), existând în minoritate și vorbitori de rusă (1,53%).